# 小林康夫
小林 康夫（こばやし やすお、1950年2月6日 - ）は、日本の哲学者、翻訳家。東京大学名誉教授。前青山学院大学大学院総合文化政策学研究科特任教授。専門は現代哲学、表象文化論。『知の技法』の編者として有名。

## 経歴
東京都生まれ。
- 1974年、東京大学教養学部フランス科卒。
- 1976年、東京大学大学院人文科学研究科比較文学比較文化博士課程修了[要出典]。
- 1978年、パリ第10大学（テクスト記号論）へ留学（フランス政府給費留学生）。
- 1981年、パリ第10大学第3課程博士号を取得。学位論文は"Esquisse d'une theorie du texte: temps, sujet, evenement"）[1]。
- 電気通信大学助教授。
- 1986年、東京大学教養学部助教授。
- 1993年、東京大学教養学部教授。
- 2001年、東京大学評議員。
- 2002年、21世紀COEプログラム「共生のための国際哲学交流センター」拠点リーダー。
- 2003年、フランス政府より教育功労章シュヴァリエを授与される。
- 2007年、グローバルCOE「共生のための国際哲学教育研究センター」拠点リーダー。
- 2015年、東京大学名誉教授。青山学院大学大学院総合文化政策学研究科特任教授。
- 2020年、青山学院大学大学院総合文化政策学研究科特任教授を退任。

## 著書

### 単著
- 『不可能なものへの権利』（書肆風の薔薇） 1988
- 『無の透視法』（書肆風の薔薇） 1988
- 『起源と根源 - カフカ・ベンヤミン・ハイデガー』（未來社） 1991
- 『光のオペラ』（筑摩書房） 1994
- 『出来事としての文学』（作品社） 1995、のち改訂版『出来事としての文学 - 時間錯誤の構造』（講談社学術文庫） 2000
- 『身体と空間』（筑摩書房） 1995
- 『大学は緑の眼をもつ』（未來社） 1997
- 『建築のポエティクス』（彰国社） 1997
- 『創造者たち - 現代芸術の現場』（講談社） 1997
- 『思考の天球』（水声社） 1998
- 『青の美術史』（ポーラ文化研究所） 1999、のち改訂版 平凡社ライブラリー 2003
- 『表象の光学』（未來社） 2003
- 『Le Coeur / la Mort』（UTCP） 2007
- 『知のオデュッセイア - 教養のためのダイアローグ』（東京大学出版会） 2009
- 『歴史のディコンストラクション - 共生の希望へ向かって』（未來社） 2010
- 『存在のカタストロフィ - 〈空虚を断じて譲らない〉ために』（未来社） 2012
- 『こころのアポリア - 幸福と死のあいだで』（羽鳥書店） 2013
- 『ミケル・バルセロの世界 - 形という生命 / 物質と暴力』（未来社） 2013
- 『君自身の哲学へ』（大和書房） 2015
- 『オペラ戦後文化論 1 - 肉体の暗き運命 1945 - 1970』（未来社） 2016
- 『若い人のための10冊の本』（ちくまプリマー新書） 2019
- 『オペラ戦後文化論 2 - 日常非常、迷宮の時代 1970 - 1995』（未来社） 2020
- 『《人間》への過激な問いかけ - 煉獄のフランス現代哲学 上』（水声社） 2020
- 『死の秘密、《希望》の火 - 煉獄のフランス現代哲学 下』（水声社） 2021
- 『存在の冒険 - ボードレールの詩学』（水声社） 2022

### 共著
- 『大脱走、どこへ』（野田秀樹, 仲畑貴志, 日比野克彦, 白石かず子, 伊藤蘭, 別役実共著、朝日出版社） 1983
- 『現代音楽のポリティックス』（クリスチャン・ウォルフ, 近藤譲, 笠羽映子, ルイジ・ノーノほか共著、書肆風の薔薇） 1991
- 『現代アート入門 - 「今」に出会う歓び』（建畠晢共著、平凡社） 1998
- 『モデルニテ3×3』（松浦寿輝, 松浦寿夫共著、思潮社） 1998
- 『こころの生態系 - 日本と日本人、再生の条件』（河合隼雄, 中沢新一, 田坂広志共著、講談社+α新書） 2000
- 『事典・哲学の木』（永井均, 大澤真幸, 山本ひろ子, 中島隆博, 中島義道, 河本英夫共著、講談社） 2002
- 『日本語の森を歩いて』（フランス・ドルヌ共著、講談社現代新書） 2005
- 『表象文化研究 - 芸術表象の文化学』（渡辺保, 石田英敬共著、放送大学教育振興会・放送大学大学院教材、新訂版） 2006
- 『学問のツバサ - 13歳からの大学授業』（桐光学園, 鷲田清一, 永井均, 野矢茂樹, 宇野邦一, 佐藤勝彦, 井田茂, 谷川渥, 岡田温司, 浅島誠, 板谷光泰, 田沼靖一, 茂木健一郎, 大澤真幸, 岡真理, 田中純, 佐倉統、水曜社） 2009
- 『「知の技法」入門』（大澤真幸共著、河出書房新社） 2014
- 『何のために「学ぶ」のか』（桐光学園、ちくまプリマー新書編集部編、筑摩書房） 2015
- 『幽霊の真理 - 絶対自由に向かうために 対話集』（荒川修作共著、水声社） 2015
- 『日本を解き放つ』（中島隆博共著、東京大学出版会） 2019
- 『宮川淳とともに』（吉田喜重, 西澤栄美子共著、水声社） 2021

### 編著
- 『知の技法』（船曳建夫共編、東京大学出版会） 1994 - 東京大学教養学部「基礎演習」テキスト
- 『知の論理』（船曳建夫共編、東京大学出版会） 1995
- 『知のモラル』（船曳建夫共編、東京大学出版会） 1996
- 『文学の方法』（川本皓嗣共編、東京大学出版会） 1996、のち改版 2010
- 『文学の言語行為論』（石光泰夫共編、未來社） 1997
- 『未来のなかの中世』（草光俊雄共編、東京大学出版会） 1997
- 『学問のすすめ』（筑摩書房） 1998
- 『新・知の技法』（船曳建夫共編、東京大学出版会） 1998
- 『フランス哲学・思想事典』（小林道夫, 坂部恵, 松永澄夫共編、弘文堂） 1999
- 『宗教の解体学』（坂口ふみ, 西谷修, 中沢新一共編、岩波書店） 2000
- 『宗教の闇』（坂口ふみ, 西谷修, 中沢新一共編、岩波書店） 2000
- 『宗教と政治』（坂口ふみ, 西谷修, 中沢新一共編、岩波書店） 2000
- 『表象 - 構造と出来事』（松浦寿輝共編、東京大学出版会、表象のディスクール） 2000
- 『テクスト - 危機の言説』（松浦寿輝共編、東京大学出版会、表象のディスクール） 2000
- 『イメージ - 不可視なるものの強度』（松浦寿輝共編、東京大学出版会、表象のディスクール） 2000
- 『メディア - 表象のポリティクス』（松浦寿輝共編、東京大学出版会、表象のディスクール） 2000
- 『創造 - 現場から・現場へ』（松浦寿輝共編、東京大学出版会、表象のディスクール） 2000
- 『身体 - 皮膚の修辞学』（松浦寿輝共編、東京大学出版会、表象のディスクール） 2000
- 『「私」の考古学』（坂口ふみ, 西谷修, 中沢新一共編、岩波書店） 2000
- 『美術史の7つの顔』（未來社） 2005
- 『教養のためのブックガイド』（山本泰共編、東京大学出版会） 2005
- 『表象文化研究 - 芸術表象の文化学』（渡辺保, 石田英敬著、放送大学教育振興会） 2006
- 『いま、哲学とはなにか』（未來社） 2006年。
- 『21世紀における芸術の役割』（未來社） 2006年。

#### ミシェル・フーコー
- 『ミシェル・フーコー思考集成1 狂気・精神分析・精神医学』（松浦寿輝, 石田英敬共編、蓮實重彦, 渡辺守章監修、筑摩書房） 1998
- 『ミシェル・フーコー思考集成2 文学・言語・エピステモロジー』（松浦寿輝, 石田英敬共編、蓮實重彦, 渡辺守章監修、筑摩書房） 1999
- 『ミシェル・フーコー思考集成3 歴史学・系譜学・考古学』（松浦寿輝, 石田英敬共編、蓮實重彦, 渡辺守章監修、筑摩書房） 1999
- 『ミシェル・フーコー思考集成4 規範・社会 - 1971 - 1973』（松浦寿輝, 石田英敬共編、蓮實重彦, 渡辺守章監修、筑摩書房） 1999
- 『ミシェル・フーコー思考集成5 権力・処罰 - 1974 - 1975』（松浦寿輝, 石田英敬共編、蓮實重彦, 渡辺守章監修、筑摩書房） 2000
- 『ミシェル・フーコー思考集成6 セクシュアリテ・真理』（松浦寿輝, 石田英敬共編、蓮實重彦, 渡辺守章監修、筑摩書房） 2000
- 『ミシェル・フーコー思考集成7 知・身体』（松浦寿輝, 石田英敬共編、蓮實重彦, 渡辺守章監修、筑摩書房） 2000
- 『ミシェル・フーコー思考集成8 政治・友愛』（増田一夫, 松浦寿輝, 石田英敬共編、蓮實重彦, 渡辺守章監修、筑摩書房） 2001
- 『ミシェル・フーコー思考集成9 自己・統治性・快楽』（松浦寿輝, 石田英敬, 西永良成共編、蓮實重彦, 渡辺守章監修、筑摩書房） 2001
- 『ミシェル・フーコー思考集成10 倫理・道徳・啓蒙』（松浦寿輝, 石田英敬共編、蓮實重彦, 渡辺守章監修、筑摩書房） 2002
- 『フーコー・コレクション1 狂気・理性』（石田英敬, 松浦寿輝共編、筑摩書房） 2006
- 『フーコー・コレクション2 文学・侵犯』（石田英敬, 松浦寿輝共編、筑摩書房） 2006
- 『フーコー・コレクション3 言説・表象』（石田英敬, 松浦寿輝共編、筑摩書房） 2006
- 『フーコー・コレクション4 権力・監禁』（石田英敬, 松浦寿輝共編、筑摩書房） 2006
- 『フーコー・コレクション5 性・真理』（石田英敬, 松浦寿輝共編、筑摩書房） 2006
- 『フーコー・コレクション6 生政治・統治』（石田英敬, 松浦寿輝共編、筑摩書房） 2006
- 『フーコー・ガイドブック - フーコー・コレクション』（石田英敬, 松浦寿輝共編、筑摩書房） 2006

## 翻訳
- 『デュシャンの世界』（マルセル・デュシャン, ピエール・カバンヌ共著、岩佐鉄男共訳、朝日出版社） 1978、のち改題『デュシャンは語る』（ちくま学芸文庫） 1999
- 『死の病い / アガタ』（マルグリット・デュラス、吉田加南子共訳、朝日出版社） 1984
- 『ポスト・モダンの条件 - 知・社会・言語ゲーム』（ジャン＝フランソワ・リオタール、水声社） 1989
- 『他者のユマニスム』（エマニュエル・レヴィナス、書肆風の薔薇） 1990
- 『シボレート』（ジャック・デリダ、飯吉光夫, 守中高明共訳、岩波書店） 1990
- 『インファンス読解』（ジャン＝フランソワ・リオタール、未來社） 1995
- 『子どもが殺される』（セルジュ・ルクレール、竹内孝宏共訳、誠信書房） 1998
- 『緑の眼』（マルグリット・デュラス、河出書房新社） 1998
- 『名を救う - 否定神学をめぐる複数の声』（ジャック・デリダ、西山雄二共訳、未來社） 2005
- 『人間という仕事 - フッサール、ブロック、オーウェルの抵抗のモラル』（ホルヘ・センプルン、大池惣太郎共訳、未来社） 2015